# Know Nothing

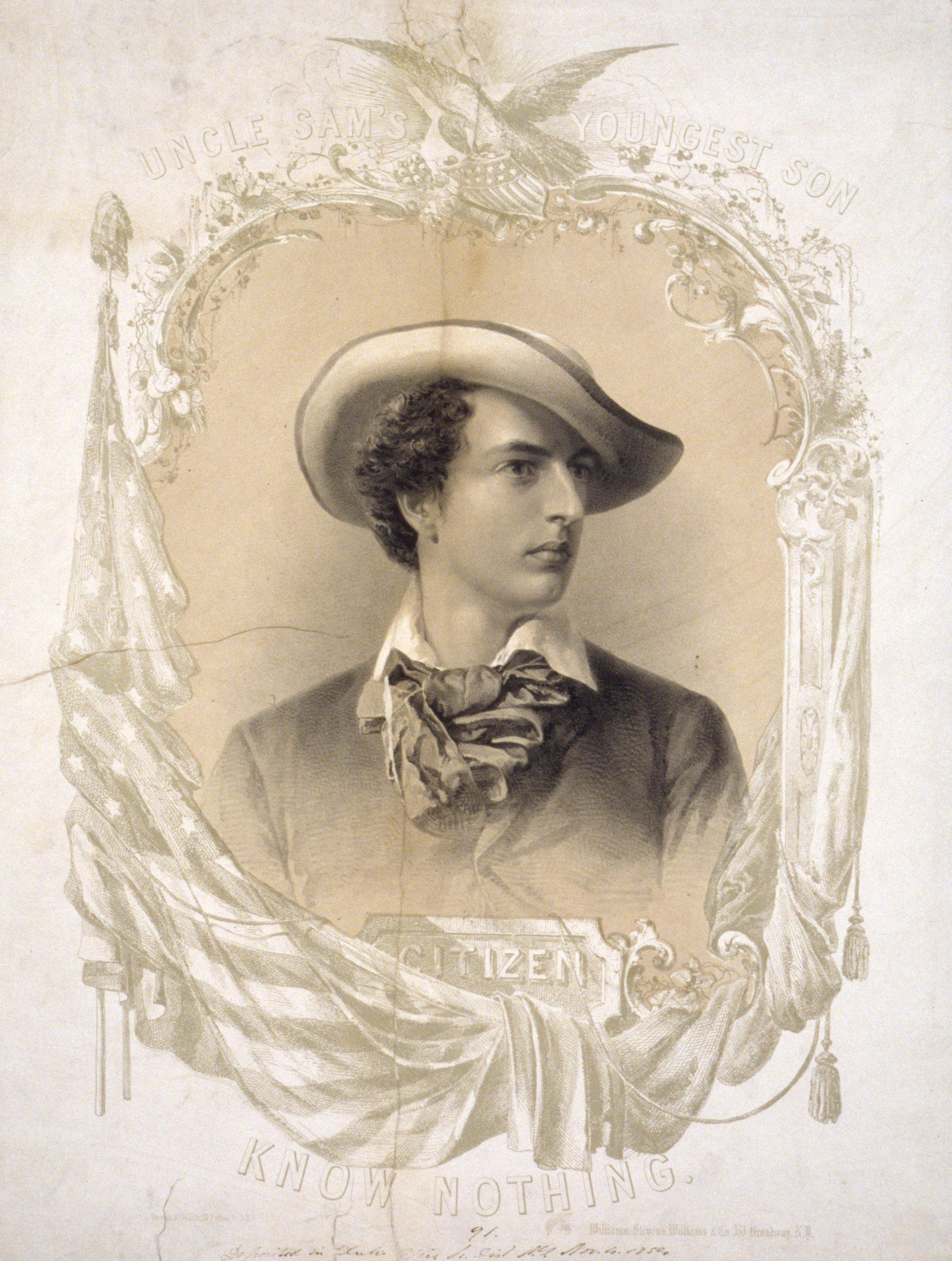
Ciudadano Know Nothing, imagen del ideal del partido.

El movimiento Know Nothing (No sé nada) fue un movimiento político estadounidense predominantemente nativista de las décadas de 1840 y 1850. Surgió inspirado por el temor hacia los inmigrantes católicos-irlandeses, cuyo número crecía en forma ostensible en las principales ciudades de Estados Unidos, al considerarlos como hostiles a los valores estadounidenses, al pensar que estaban controlados por el papa. Fue un movimiento de corta duración, activo principalmente entre 1854 y 56. Demandó reformas legales pero pocas fueron acogidas. Entre sus miembros figuraron pocas figuras políticas relevantes, y sus integrantes eran mayoritariamente de clase media y protestantes. Aparentemente fue absorbido por el Partido Republicano del Norte.
El movimiento, originado en Nueva York en 1843, fue llamado originalmente Partido Republicano Americano. Se expandió a otros estados con el nombre de Native American Party y se convirtió en un partido nacional en 1845. En 1855 se renombró como American Party. El origen del nombre "Know Nothing" proviene del secreto que se mantenía en esta organización, pues sus miembros, al ser cuestionados, respondían: "No sé nada".

## Historia
La llegada de inmigrantes desde Irlanda y Alemania a los EE. UU. durante el período comprendido entre 1830 y 1860 convirtió las diferencias religiosas entre católicos y protestantes en una cuestión política. Las tradicionales tensiones que habían tenido lugar en Europa se repitieron aquí, causando esporádicos brotes de violencia. 
Aunque los católicos sostenían su independencia política frente al clero, los protestantes tachaban al Papa Pío IX de combatir el liberalismo y las revoluciones de 1848; y convirtiéndose por ello en un enemigo de la democracia y la libertad. Estas acusaciones fraguaron en teorías conspiratorias que acusaban al Papa de preparar una invasión de los EE. UU. con el respaldo de la población católica bajo la dirección de un grupo de obispos irlandeses leales al Papa. En 1849, una hermandad secreta, la "Orden de la bandera cuajada de estrellas" (Order of the Star Spangled Banner) fue creada por Charles Allen en la ciudad de Nueva York. Con el tiempo, se convirtió en el origen de algunas ramas del Partido Americano.
El temor a la inmigración católica causó un desencanto general con el Partido Demócrata, entonces en el gobierno, y que contaba con católicos irlandeses entre sus más conspicuos miembros. Se organizaron grupos activistas clandestinos con el apoyo ideológico de algunos candidatos, y se inició una acción general anticatólica. Cuando eran detenidos, los agitadores contestaban "I know nothing" ("No sé nada"), por lo que se los conoció popularmente como "the know nothings" ("los sabe nada"). Este movimiento ganó las elecciones de Chicago y Boston en 1855, y se hizo con el control del gobierno y los órganos legislativos del estado de Massachusetts.
En la primavera de 1854, los "Know nothings" se hicieron con el poder en Boston, Salem y otras ciudades de Nueva Inglaterra. Lograron su mayor victoria al hacerse con el control total de Massachusetts en las elecciones de otoño de 1854. El candidato Whig por el estado de Filadelfia era el editor Robert Conrad, un "know nothing" asociado al movimiento desde sus inicios. Prometió acabar con el crimen, cerrar los salones los domingos, y designar sólo a nativos americanos para los cargos durante su legislatura. Su victoria fue aplastante. En Washington D. C., el candidato "know nothing" John T. Towers arrebató el título al alcalde John Walker Maury, causando un rechazo general tal que los demócratas, los whigs (conservadores presbiterianos) y el "Partido del suelo libre" se unieron en la capital en una alianza anti "know-nothing". En Nueva York, entre los cuatro candidatos, los partidarios "know-nothing" quedaron terceros, con un 26 % de los votos. Después de las elecciones de 1854 proclamaron haber ejercido una poderosa influencia sobre los estados de Maine, Indiana, Pensilvania y California; aunque sobre este tema los historiadores no han podido sacar conclusiones: el secretismo de los "know nothing", y el complejo panorama político del momento -en el que propuestas antiesclavistas, prohibicionistas, o en defensa de los indios se hallaban confusamente combinadas- han vuelto irresoluble esta cuestión. 
Sin embargo, sí es cierto que eligieron al alcalde de San Francisco, Stephen Palfrey Webb; y alzaron a J. Neely Johnson como gobernador de California, y eso que el "know nothing" era un movimiento descentralizado, que carecía de carácter oficial. Los resultados fueron por tanto tan favorables que los "know nothing" fundaron el Partido Americano (American Party), al que se sumaron sectores desengañados del conservadurismo Whig., así como un número significativo de demócratas y prohibicionistas. El número de afiliados al Partido Americano pasó súbitamente de 50.000 a más de un millón durante ese año. Sin embargo, dada la juventud del grupo, el afiliado podía votar tanto a secciones demócratas como republicanas dentro de ese mismo partido. Al mismo tiempo, el nuevo Partido Republicano comenzó a perfilarse como una potencia política, sobre todo entre los estados del norte. Muy pocos políticos de peso se unieron al Partido Americano, y del mismo modo muy pocos líderes del partido tuvieron una trayectoria política prolongada o significante. Las únicas excepciones fueron Schuyler Colfax de Indiana, y Henry Wilson, de Massachusetts: ambos se volverían republicanos y fueron elegidos vicepresidentes de los EE. UU. 
Un historiador del partido señala que:

"La clave para los éxitos de los "know nothing" en 1854 fue el colapso del sistema bipartidista que en que había arraigado el partido Whig. Debilitado por años de disidencias internas y luchas crónicas, quedó casi destruido tras el Acta de Kansas-Nebraska. El creciente sentimiento antipartidista, animado por las tendencias antiesclavistas así como por los movimientos indígenas y "pro-temperancia" contribuyeron a desintegrar el sistema partidista. La desaparición de ese bipartidismo dio a los "know nothings" un     enorme número de votantes potenciales que, descontentos con los partidos indigenistas, dieron a la Organización la posibilidad de triunfar ahí donde los antiguos partidos habían fallado."
Tyler G. AnbinderNativism and Slavery, p. 95

En 1854, se sospecha que miembros del Partido Americano robaron y destruyeron el bloque de granito con el que Pío IX había colaborado con la construcción del Monumento de Washington. Igualmente, se hicieron cargo de la compañía encargada de la construcción del monumento, y la controlaron durante cuatro años. El poco progreso que hubo durante su cargo tuvo que ser posteriormente deshecho y repetido. Para conocer detalles de la historia, véase Washington Monument: History (en inglés).

Sam Roberts fundó una sección de "Know nothing" en San Francisco (California) en 1854. Este grupo formó un frente contra los inmigrantes chinos, chilenos e irlandeses que trabajaban en las minas de oro. 

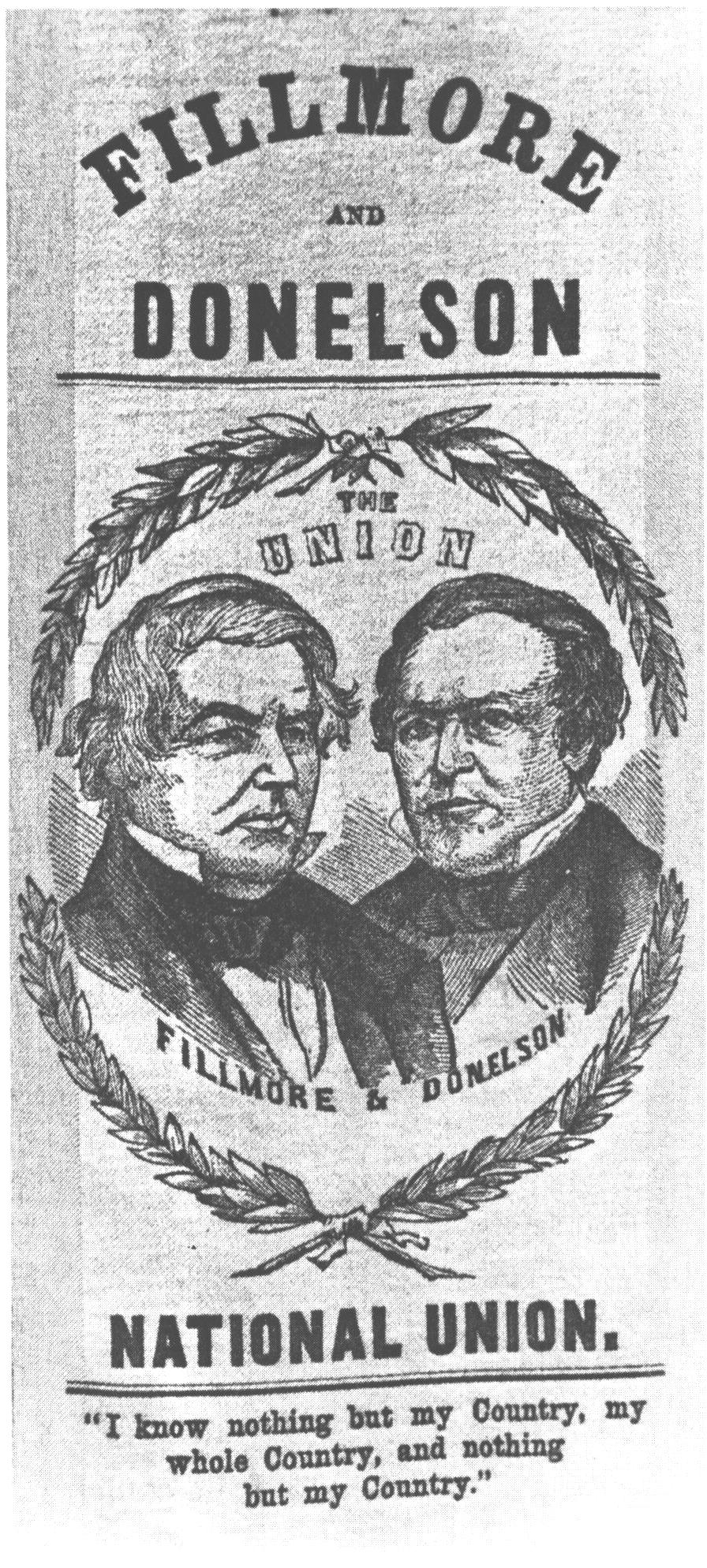
Póster de la campaña por Donelson/Fillmore

 En primavera de 1855, Levi Boone fue elegido alcalde de Chicago en representación de los "know nothings". Prohibió a todos los inmigrantes trabajar en cualquier puesto en la ciudad. A nivel estatal, sin embargo, el republicano Abraham Lincoln impidió cualquier maniobra de los "know nothings" [cita requerida]. Ohio fue el único estado en el que el partido ganaría fuerza después de 1854. Sus éxitos allí parecen deberse al temor que los inmigrantes alemanes (luteranos) y escoceses (presbiterianos) sentían por los católicos. En Alabama, los "know nothings" se apoyaron en una variada base de Whigs, demócratas descontentos y otros grupos minoritarios que sólo tenían en común la defensa de las ayudas estatales para la construcción del ferrocarril. En la tempestuosa campaña de 1855, los demócratas se ganaron a los votantes al convencerles de que los "know nothing" de Alabama no iban a defender el esclavismo de las corrientes abolicionistas del norte del país.
El partido declinó rápidamente en el norte entre 1855 y 1856. En las elecciones presidenciales de 1856, el partido se encontraba profundamente dividido respecto al esclavismo. Una facción apoyó las candidaturas de Millard Fillmore (para presidente) y Andrew Jackson Donelson (como vicepresidente), quienes habían logrado el 23 % de los votos populares y 8 votos de los delegados de Maryland. Fillmore no recibió en Pensilvania el apoyo necesario para impedir al demócrata James Buchanan el acceso a la Casa Blanca. La mayoría de los miembros del "Partido Americano" que estaban en contra de la esclavitud se unieron al Partido Republicano después del controvertido mandato de Dredd Scott. El ala proesclavista del partido mantuvo su poder a nivel local e incluso en algunos estados del sur, pero tras las elecciones presidenciales estadounidenses de 1860 perdieron su papel de potencia política nacional.
Algunos historiadores discuten sobre si los "know nothings" del sur eran esencialmente distintos de sus homólogos del norte del país, y si estaban menos motivados por el "nativismo" o el anticatolicismo que por el unionismo conservador -que preconizaba la defensa de la Unión de estados más que los sindicatos-; los "know nothings" del sur eran en su mayoría Whigs reciclados, más preocupados por el extremismo pro-esclavista demócrata y el pujante anti-esclavismo republicano que venía de los estados del norte. En Luisiana y Maryland, los "know nothings" admitían incluso a católicos. El historiador Michael F. Holt, sin embargo, argumenta que "el movimiento «know nothing» se desarrolló originalmente en el sur por las mismas razones por las que se extendió al norte: indigenismo, anti-catolicismo, y oposición contra los políticos irresponsables; no por un unionismo conservador." Cita al exgobernador William B. Campbell, de Tennessee, cuando escribe (enero de 1855): 

"Estoy asombrado del gran apoyo a favor de sus principios: quiero decir, americanismo y anti-catolicismo; lo contienen todo".

Pocos "know nothing" tenían riquezas: la mayoría eran trabajadores o modestos granjeros cuyos medios de vida se veían amenazados por la mano de obra barata y la nueva cultura que suponían los inmigrantes. Los "know nothing" lograron brillantes victorias en el norte durante las elecciones estatales de 1854, haciéndose con el poder durante una legislatura en Massachusetts y con un 40 % de votos en Pensilvania. Aunque la mayoría de los nuevos inmigrantes vivían en los estados industriales del norte, el resentimiento y el rechazo eran sentimientos nacionales, y por eso el Partido Americano encontró una amplia acogida los Whigs del sur desengañados. Pero en 1850, ningún partido podía ignorar la cuestión de la esclavitud, y el Partido Americano se dividió en una facción antiesclavista, centrada en el norte del país; y una esclavista, radicada en los estados del sur. Poco después de esta división, el electorado de los "know nothings" se desvió hacia otro partido de reciente creación, uno que combinaba parte del ideario Whig con políticas expansionistas, que defendía la propiedad de las tierras para quien las trabajase, y que miraba hacia el Oeste: Se trataba del Partido Republicano, fundado en 1854.

## Uso del término
El término "know nothing" ha trascendido más que el partido que le dio nombre. A finales del siglo XIX, los demócratas aún llamaban a los republicanos "know nothing" para ganarse el voto católico. Desde principios del siglo XX, el término ha tenido un matiz peyorativo, asociado al nativismo racista e ignorante. En 2006, una editorial de William Kristol para la revista neoconservadora The Weekly Standard atacaba a los republicanos populistas que no reconocían el peligro de "convertir el GOP (Partido Republicano) en un partido anti-inmigración, know-nothing".
Otra editorial del The New York Times (del 20 de junio de 2007), sobre una propuesta de impuesto a los inmigrantes, habla de una "generación de know nothings...".

## Principios
Los principios invocados por el Partido Americano eran, entre otros:
- Severas limitaciones a la inmigración, especialmente a la venida de países católicos.
- Los cargos públicos quedaban restringidos a los nacidos estadounidenses.
- Un plazo de 21 años antes de la concesión de la ciudadanía.
- Sólo los protestantes podían trabajar en la enseñanza.
- Lectura diaria obligatoria de la Biblia en las escuelas públicas.
- Limitación de la venta de alcohol.

## "Know nothings" en la ficción
El Partido Americano aparece representado en la película Gangs of New York (2002), con Daniel Day-Lewis como William "Bill el carnicero" Cutting, una adaptación cinematográfica del líder de los "know nothings", William Poole. Los "know nothings" también juegan un papel relevante en la novela histórica Chamán, de Noah Gordon.